# Lewis Stone

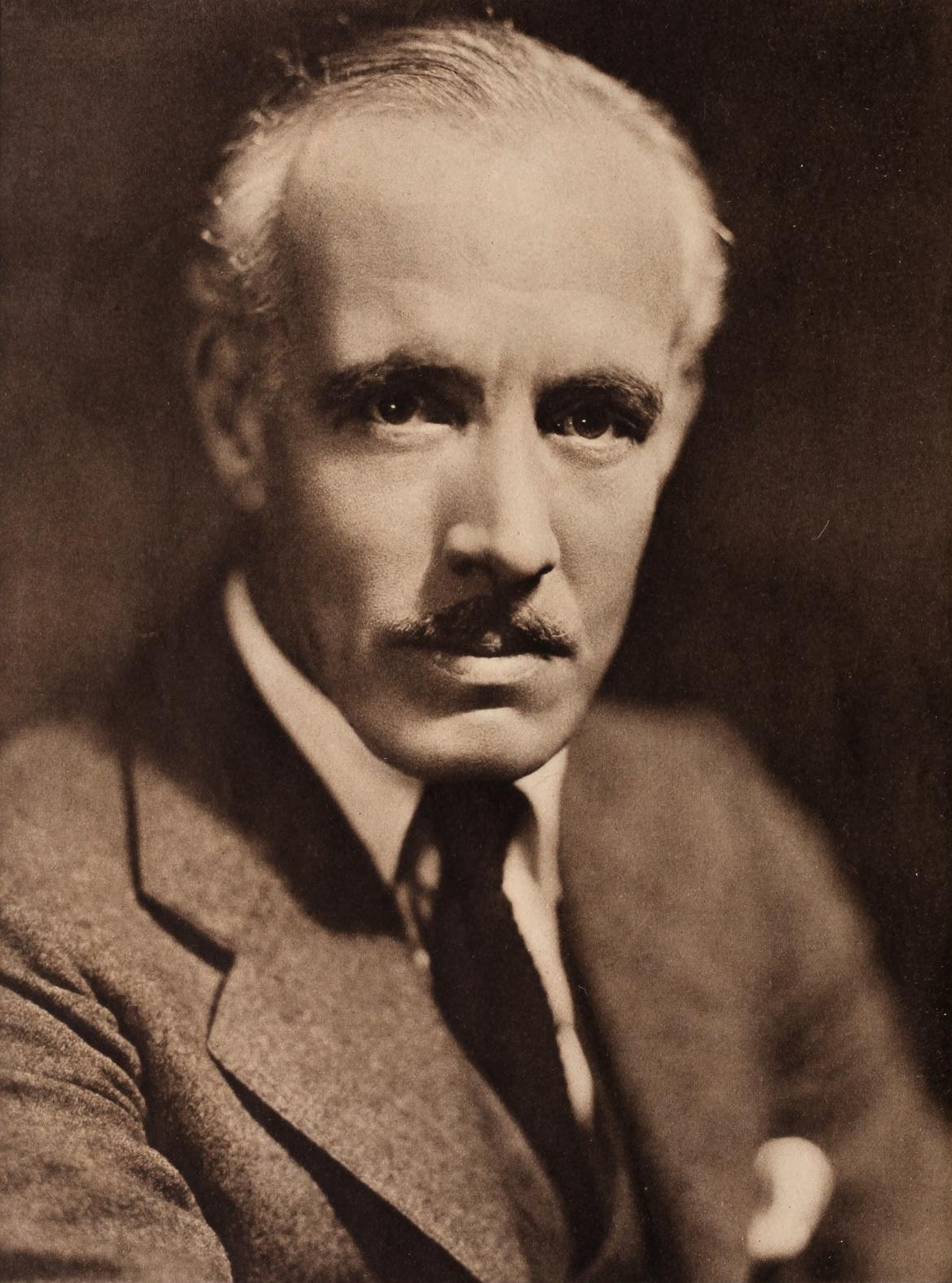
Lewis Stone (1923)

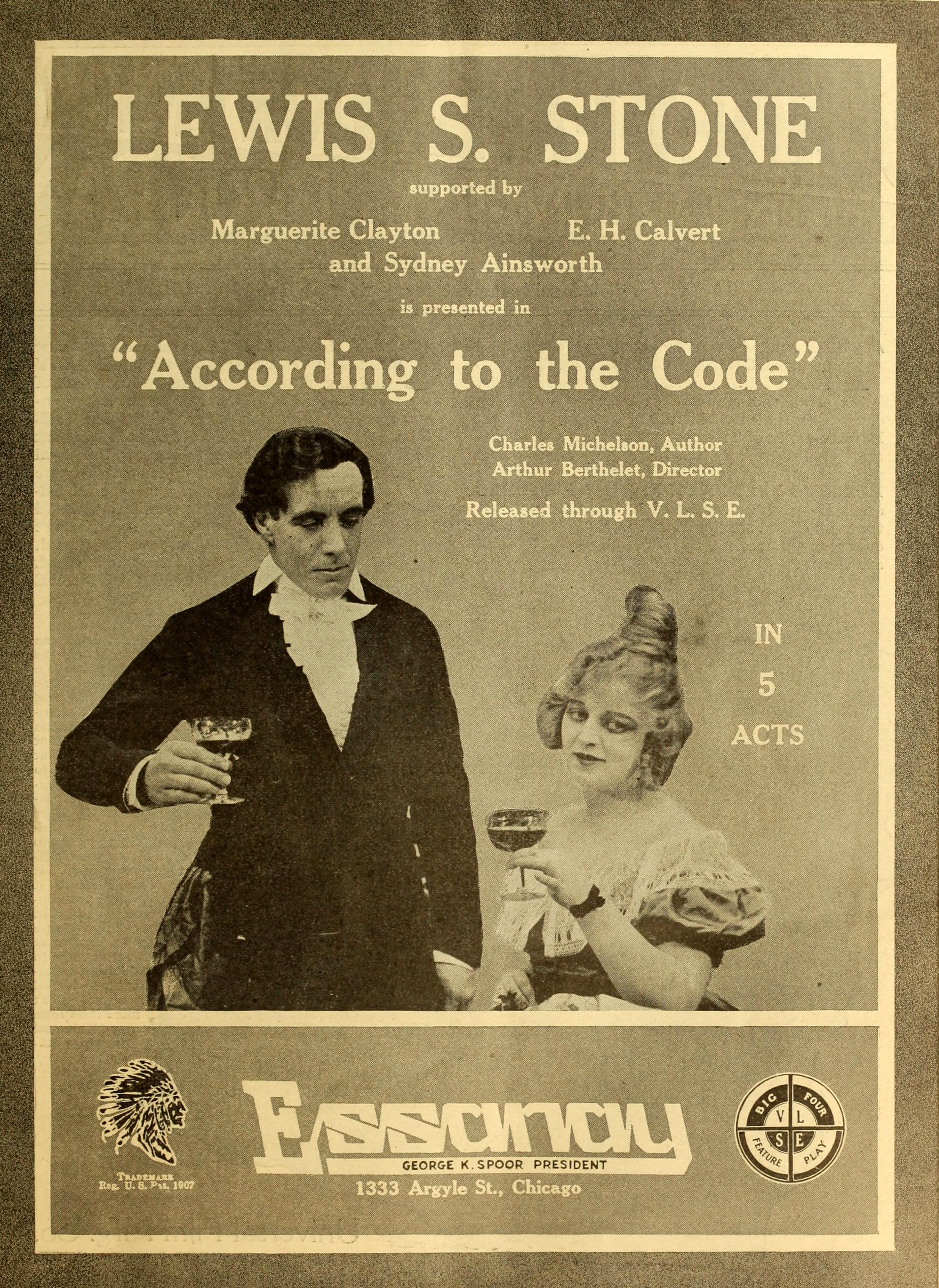
According to the Code (1916)

Lewis Shepard Stone (Worcester, Massachusetts, 15 de noviembre de 1879-Hancock Park, Los Ángeles, 12 de septiembre de 1953) fue un actor estadounidense. 
Luchó en la Guerra Hispano-Estadounidense, y después volvió a su carrera como escritor. Pronto empezó a interpretar, pero se vio interrumpido por la Primera Guerra Mundial. Por esa época ya tenía el cabello blanco y un porte distinguido, por lo que empezó a interpretar papeles que cuadraban con su conducta.
Stone fue candidato al Oscar al mejor actor en 1929 por The Patriot (El patriota). Tras ello, actuó en varias películas con Greta Garbo. Su trabajo en la exitosa película carcelaria The Big House (El presidio) promocionó su carrera, y trabajó junto a algunos de los grandes nombres del Hollywood de los años treinta, tales como las estrellas Norma Shearer, John Gilbert, Ramón Novarro, Clark Gable, y Jean Harlow. Interpretó a maduros aventureros del estilo de Indiana Jones en The Lost World (Mundo perdido) (1925), con Wallace Beery, y en The Mask of Fu Manchu (La máscara de Fu Manchu) (1932), junto a Boris Karloff. 
En 1937, Stone ensayó el papel que le haría famoso: el del Juez Hardy en la serie "Andy Hardy" de Mickey Rooney. Stone dio vida al personaje del juez en quince películas, siendo la primera You're Only Young Once (Las vacaciones del juez Hardy).
Stone falleció en Beverly Hills, California, el 12 de septiembre de 1953. Habría sufrido un ataque cardiaco mientras recriminaba a unos chicos del vecindario que tiraban piedras en su garaje. 
Estuvo casado en tres ocasiones, con Florence Oakley, con Margaret Langham, y con Hazel Elizabeth Wolf. Tuvo dos hijos.
Tiene una estrella en el Paseo de la Fama de Hollywood, en el 6524 de Hollywood Boulevard.

## Premios y distinciones
Premios Óscar
| Año  | Categoría   | Película    | Resultado |
| ---- | ----------- | ----------- | --------- |
| 1929 | Mejor actor | El patriota | Nominado  |